# قره‌آغاج کوشک
قره‌آغاج کوشک یکی از روستاهای استان آذربایجان شرقی است که در دهستان چاراویماق جنوب شرقی بخش شادیان شهرستان چاراویماق واقع شده‌است.این روستا ۷۴ نفر جمعیت دارد.